# 中村征夫の世界の国から
中村征夫の世界の国から（なかむらまさおのせかいのくにから）はニッポン放送で放送されているラジオ番組である。2006年10月4日から放送開始、2007年3月28日に放送終了。

## 放送内容
さまざまな国を旅してきた中村征夫が、その国での体験談や現地の様子をおもしろおかしく伝える。

## 出演者
- パーソナリティ:中村征夫
- アシスタント:飯田浩司（ニッポン放送アナウンサー）

## 放送時間
- 毎週水曜日　20:30 - 20:50